# イーダ・ヴォルデン・バーチェ
イーダ・ヴォルデン・バーチェ（ノルウェー語: Ida Wolden Bache、1973年2月26日 - ）はノルウェーの経済学者。2022年3月より、NATO事務総長のイェンス・ストルテンベルグの代わりとして、かつて副総裁を務めたノルウェーの中央銀行であるノルウェー中央銀行の総裁を務めている。

## 経歴
1999年、ロンドン・スクール・オブ・エコノミクスにて修士号を、2007年にはオスロ大学（ノルウェー語: Universitetet i Oslo、略称:UiO）で博士号をそれぞれ取得している。在学中、UiOの経済学部で1996年から1998年まで研究助手、ノルウェー銀行で1998年から2000年まで研究助手を務める。2000年から2009年までノルウェー銀行でコンサルタント、アドバイザー、シニアアドバイザーとして雇われ、2008年から2010年までBIノルウェービジネス学校（英語：BI Norwegian Business School、ブークモール：Handelshøyskolen BI）で経済学の准教授であった。

## キャリア

### 2020年まで
- ノルウェー銀行金融政策部門のアシスタントディレクター（2009年 - 2010年）
- スベンスカ・ハンデルスバンケン資本市場のシニアエコノミスト（2010年 - 2013年）
- ノルウェー銀行金融安定部門のアシスタントディレクター（2013年 - 2015年）
- 上記金融安定部門の部長（2015年 - 2016年）
- 上記金融政策部門の部長（2016年 - 2020年）

### ノルウェー中央銀行副総裁
前任者がセキュリティ・クリアランスを失ったため、バーチェは2020年にノルウェー銀行副総裁になった。バチェは2021年春のスピーチでは、暗号通貨がノルウェー・クローネに取って代わることに疑問を呈し、「暗号がクローネに取って代わるのであれば、国家はクローネ以外の通貨で支払いや徴収も行わなければなりません」との発言をした。また、11月にも改めて同様の疑問を表し、暗号通貨を「脅威」と呼んだうえで、「ノルウェーでは現在、その普及と範囲は極めて限定的ですが、金融システムに影響を及ぼし、長期的には脅威を与えるうる道筋を指摘します。」と述べた。

### ノルウェー中央銀行総裁

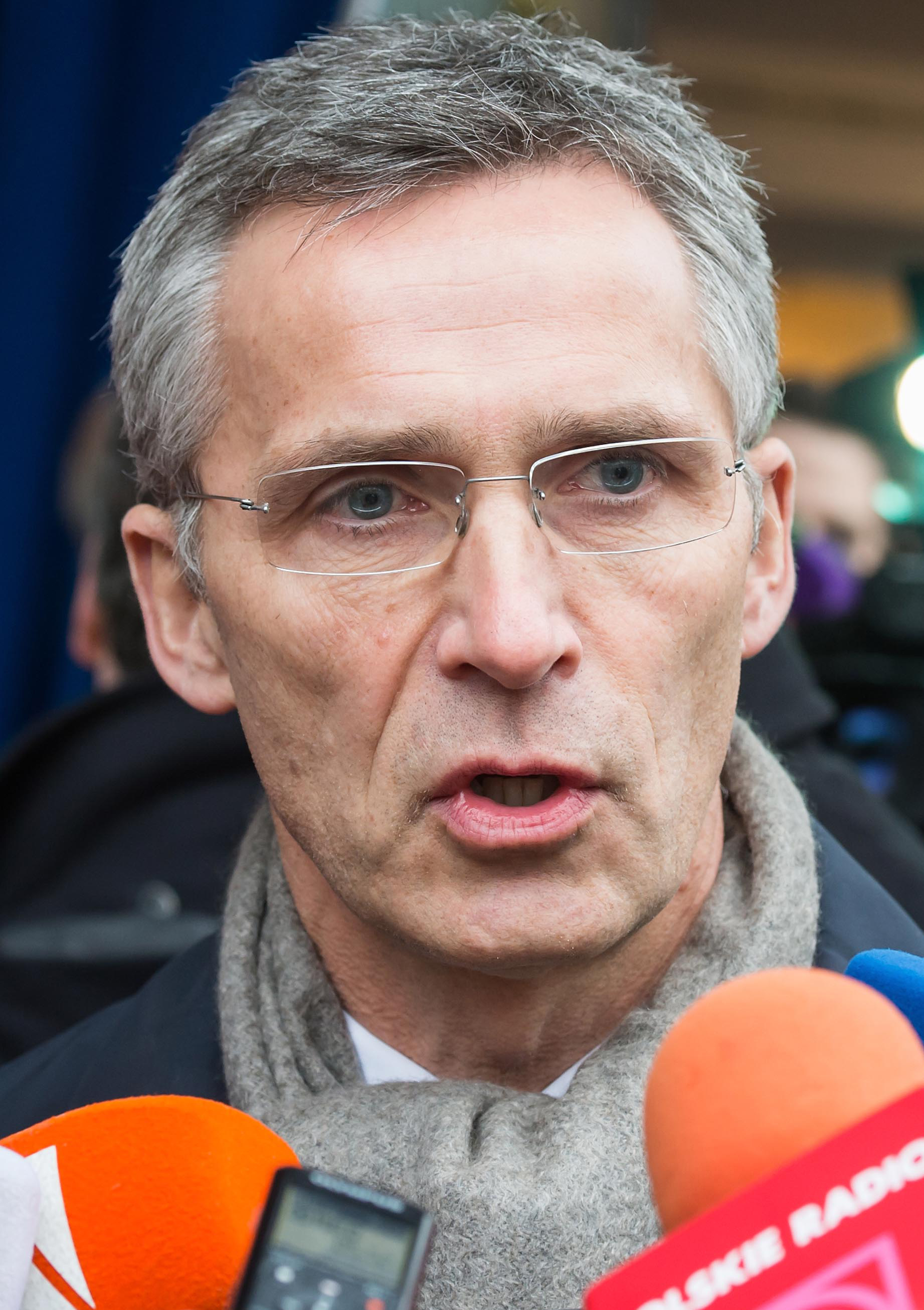
2015年2月のストルデンベルクの写真。

2021年12月、ノルウェー中央銀行の次期総裁となることを志願し、イェンス・ストルテンベルグとともに最有力候補と目された。同時期には、ノルウェー放送協会（NRK）が放送中にバーチェの履歴書の一部しか掲載しなかったことが物議を醸した。後に国営放送は間違いを訂正し、バーチェの履歴書の欠けている部分を掲載した。
2021年8月にオイスタイン・オルセンが2022年2月末で総裁を辞任することが発表された後、2022年2月4日には次期総裁がストルテンベルグに決まり、バーチェは総裁の地位に就かず、ストルテンベルグがNATO事務総長としての任期を終えるまでの間、暫定的に総裁代理を引き受けた。ストルテンベルグは同年9月末、あるいは10月1日にNATO事務総長を辞し、12月に総裁に就任する予定であったが、3月23日に今後も事務総長にとどまる可能性があるため、予定通り年末に中央銀行総裁に就任できないことが明かされ、3月24日、ウクライナでの戦争に関するNATO首脳会議の後にストルテンベルグはNATO事務総長をもう1年続けることを表明し、次期総裁を辞任することを明らかにした。そして、ストルテンベルグが引き受けるはずだった任期を埋めるためにバーチェが指名されそのまま総裁に就くこととなった。
ストルテンベルグの総裁辞任に関するプレスリリースを受けて、バーチェの総裁への就任が確定した当日（3月24日）のうちに、バーチェは銀行として金利を引き上げることを発表し、次のように述べた。「現在、我々が見通しとリスク状況を評価している通り、主要な政策金利は6月にさらに引き上げられる可能性が高い」と述べた。